# 경북소프트웨어마이스터고등학교
경북소프트웨어마이스터고등학교(慶北소프트웨어마이스터高等學校)는 대한민국 경상북도 의성군 봉양면 화전리에 있는 공립 고등학교이다.

## 학교 연혁
- 1948년 4월 1일 : 봉양야간중학교 설립
- 1954년 6월 10일 : 봉양중학교 개교(3학급)
- 1967년 12월 26일 : 봉양상업고등학교 설립 인가
- 1968년 3월 1일 : 봉양상업고등학교 개교(3학급)
- 2000년 3월 1일 : 봉양정보고등학교로 교명 변경
- 2013년 7월 9일 : 특성화고 지정(경영회계과)
- 2017년 1월 12일 : 교육부 지정 경상북도 최초 기숙형 소프트웨어 고등학교 선정
- 2020년 10월 1일 : 다목적강당(호연관), 기숙사(정심관), 실습동(코딩관) 준공
- 2021년 3월 1일 : 경북소프트웨어고등학교로 교명 변경
- 2021년 3월 2일 : 2021~2022경상북도 교육청 지정 교육과정 연구학교 운영
- 2023년 9월 1일 : 제32대 김성완 교장 취임
- 2024년 1월 12일 : 제54회 72명 졸업(3,170명)
- 2024년 3월 4일 : 제4회(연속 제57회) 81명 입학(4학급 소프트웨어개발과, 인공지능소프트웨어과, 게임개발과)
- 2025년 3월 1일 : 경북소프트웨어마이스터고등학교로 교명 변경

## 설치 학과
- 게임개발과
- 소프트웨어개발과
- 인공지능소프트웨어과

## 참고 자료
- 경북소프트웨어마이스터고등학교 - 한국교육학술정보원 학교알리미